# Diretmoides pauciradiatus
Diretmoides pauciradiatus is een straalvinnige vissensoort uit de familie van zilverkopvissen (Diretmidae). De wetenschappelijke naam van de soort is voor het eerst geldig gepubliceerd in 1973 door Woods.